# Никола Цицов
Никола Цицов е български учител, деец на късното Българско възраждане в Македония, деец на Вътрешната македоно-одринска революционна организация.

## Биография
Никола Цицов е роден през 1871 година в костурското село Куманичево, тогава в Османската империя, днес Лития, Гърция. Завършва семинария в Одрин или Самоков и педагогически курсове в Солун в 1890 година. Връща се като учител в Загоричани. Става член на ВМОРО и един от първите ѝ организатори Костурско. Преподава и в костурското село Горенци. В 1900 – 1901 година преподава в Сярското българско педагогическо училище. Емигрира по-късно в Добричко.
Публикува бележки за родния си край в Сборник за български народни умотворения, озаглавени „От Костурско“.